# Bending the Rules
Bending the Rules es una película dirigida por Artie Mandelberg, producida por WWE Studios y protagonizada por el luchador de la WWE Adam Copeland y el actor Jamie Kennedy. La película fue estrenada el 9 de marzo de 2012 en teatros selectos en los Estados Unidos por un tiempo limitado.

## Argumento
El detective Nick Blades (Adam Copeland) es un policía de Nueva Orleans que es enviado a juicio por corrupción. El vicefiscal de distrito, Theo Gold (Jamie Kennedy), es el encargado de ponerlo tras las rejas. Cuando estos dos improbables compañeros de los lados opuestos de la ley tropiezan con un complot criminal, tendrán que confiar en la suerte y paciencia para acabar con un asesino peligroso sin matarse unos a otros en primer lugar.

## Reparto
- Adam Copeland .... Nick Blades
- Jamie Kennedy .... Theo Gold
- Jessica Walter .... Happy
- Alicia Witt .... Gil
- Jennifer Esposito .... Agente García
- Danny Gil .... Ed Mackie
- Gary Grubbs .... Fiscal de distrito Clark Gunn
- Philip Baker Hall .... Herb Gold
- Rosalyn Wohl .... Don Yesso